# Hyalinobatrachium esmeralda
Hyalinobatrachium esmeralda är en groddjursart som beskrevs av Pedro M. Ruiz-Carranza och Lynch 1998. Hyalinobatrachium esmeralda ingår i släktet Hyalinobatrachium och familjen glasgrodor. IUCN kategoriserar arten globalt som starkt hotad. Inga underarter finns listade i Catalogue of Life.